# Kamikaze Kaito Jeanne
Kamikaze Kaito Jeanne (яп. 神風怪盗ジャンヌ Камикадзэ Кайто Дзянну) — сёдзё-манга Арины Танэмуры, выходившая в журнале Ribon издательства Shueisha с 1998 по 2000 год. По её сюжету компанией Toei Animation был снят аниме-сериал.

## Сюжет
Сюжет манги и аниме повествует о девушке по имени Марон Кусакабэ, которая защищает наш мир от демонов. Как-то раз к ней прилетает ангел Фин Фиш и объявляет о том, что она является реинкарнацией Жанны Д'Арк. При помощи волшебного розария Марон превращается в «Воровку Жанн» и изгоняет демонов из предметов искусства. Чуть позже появляется вор Синдбад, который становится конкурентом главной героини, но в то же время спасителем. Ситуация осложняется тем, что лучшая подруга главной героини — Мияко Тодайдзи, пытается поймать «Жанну».

## Персонажи
Марон Кусакабэ (яп. 日下部まろん Кусакабэ Марон) — главная героиня. Обладает способностью превращаться в «Воровку Жанн», чтобы изгонять демонов из картин и других предметов искусства. Вспыльчива и очень остро реагирует на подколы Тиаки. Пусть и очень образована и умна, но не любит правила и рамки, за что часто получает выговоры от Мияко. Ленива и может грубить Фин или Тиаки. Часто попадает в глупые ситуации. Увлекается гимнастикой и телевизором. Марон живет одна. Её родители работают в другой стране, и потому она каждый день смотрит в почтовый ящик, ожидая письма от них. Очень переживает за все несчастные семьи. Марон является воплощением Жанны д’Арк и именно к ней обращается, когда превращается в Воровку Жанн. Влюблена в Тиаки, однако воплощение Тиаки Симбад является её конкурентом. Воплощения Жанны и Марон похожи, но если Марон — шатенка с карими глазами и волосами средней длины, то Жанн — длинноволосая блондинка с сиреневыми глазами. Жанн использует мяч и булавку, а позже — ленту для изгнания демонов.
Сэйю: Хоко Кувасима
Тиаки Нагоя (яп. 名古屋稚空 Нагоя Тиаки) — ловелас и парень главной героини. Может превращаться в Кайто Синдбад — одновременно конкурента и спасителя Воровки Жанны. Синдбад использует булавку и бумеранг. Позже влюбляется в Марон. Семь лет спустя, Тиаки стал врачом и женился на Марон, которая родила ему дочь по имени Нацуки, являющейся реинкарнацией Финн.
Сэйю: Тиба Сусуму
Фин Фиш (яп. フィン·フィッシュ Фин Фиссю) — ангел-хранитель Марон. Именно она даёт ей силу для превращения. Любит поспать и порассуждать о боге. Правда, потом оказывается, что она посланец не от него, но её спасает Марон. У неё нежно-зелёное платьице, белые крылья, зеленые глаза и волосы, а также лиловый камень на лбу.
Сэйю: Кумико Нисихара
Аксесс Тайм (яп. アクセス·タイム Акусэсу Тайму, от англ. Access Time) — ангел-хранитель Тиаки. У него сиреневый костюм, темные волосы и черные крылья. Помогает Тиаки превращаться в Синдбада. Влюблен в Фин, пусть и знает, кто она такая.
Сэйю: Акико Ядзима
Мияко Тодайдзи (яп. 東大寺 都 То:дайдзи Мияко) — лучшая подруга Марон. Мияко чувствует себя конкуренткой Марон в учебе и спорте. Она постоянно с ней соперничает, но при этом помогает и выговаривает за «нарушение правил». Мияко живет с родителями. Её отец — детектив, который занимается поимкой знаменитой «Воровки Жанн», и Мияко тоже очень хочет поймать её. Но даже больше не для того, чтобы доказать отцу, какой она хороший сыщик. Многие считают, что Жанна и Марон похожи, и поэтому Мияко хочет доказать, что Жанна — не Марон, хотя на самом деле они одно лицо. 
Сэйю: Наоко Мацуи
Ямато Минадзуки (яп. 水無月 大和 Минадзуки Ямато) — староста класса. Внук богатого бизнесмена. Слабохарактерный, из-за чего чаще других попадает под влияния демонов. Влюблён в Марон.
Сэйю: Наодзуми Такахаси
Ноин Клод (яп. ノイン・クロード) — также известен, как Хидзири Сикаидо. Новый учитель в школе, где учится Марон и другие. Очень любил Жанну д`Арк. Продал душу дьяволу после того, как Жанну д`Арк сожгли на костре. Хочет убить Марон, считая её Жанной.
Сэйю: Каппэй Ямагути
Мист
Сэйю: Вакана Ямадзаки